# 中岛尚俊
中岛尚俊（日语：中島 尚俊，1947年2月11日—2011年9月中旬）是日本北海道旅客铁道（JR北海道）社长，由於任內發生石勝線特急列車脫軌及火災事故，于2011年9月中旬自杀。

## 简介
出生于北海道旭川市，1965年毕业于北海道旭川北高等学校，进入东京大学经济学部，1969年大学毕业後进入日本国有铁道。
1987年國鐵分割民營化後成為JR北海道員工，曾任铁道事业本部营业部长、旅行业部长。1994年成为董事（取締役），2003年6月成为执行董事（代表取締役専務）。2007年6月担任社长。
2011年5月石勝線發生特急列車脫軌及火災事故，在9月12日留下遗书後離家，經家人報警後，午后在石狩市内发现他的车。直到9月18日早晨，钓客在小樽市外海发现其遗体，確認死亡。